# Mission à Kaboul. La relation de sir Alexander Burnes (1836-1838)
Mission à Kaboul. La relation de sir Alexander Burnes (1836-1838) est la première traduction en français du récit de voyage de sir Alexander Burnes paru en 1842 à titre posthume sous le titre de Cabool. Cet ouvrage, paru aux éditions Chandeigne le 8 novembre 2012, est préfacé par Michael Barry et complété d'un large dossier historique réalisé par Nadine André.